# Joaquín Peralta Pérez de Salcedo
Joaquín Peralta Pérez de Salcedo (La Coruña; 1823 - Madrid; 15 de febrero de 1876) fue un militar y político español.

## Trayectoria
Brigadier en 1868. Mariscal de Campo, fue gobernador militar de Madrid (1869), Capitán general de las Baleares (1872) y director general de Ingenieros (1874). Fue elegido diputado por el distrito electoral de Puentedeume en 1858 y volvió a ser elegido por el distrito de La Coruña en 1865, por Castuera (Badajoz) en 1869 y por Inca (Baleares) en 1872. Fue senador por la provincia de Cuenca de 1872 a 1873.